# Miroslav Klose
Mirosław Józef Klose (Opole, 9 de junio de 1978) es un exfutbolista y entrenador alemán nacido en Polonia. Como jugador, se desempeñó en la posición de delantero centro, siendo considerado como uno de los mejores en la historia del fútbol. Como entrenador, dirige al Núremberg de la 2. Bundesliga.
Fue internacional absoluto con la selección de Alemania hasta la obtención del Mundial de 2014 en Brasil, donde batió el récord del brasileño Ronaldo, convirtiéndose en el máximo goleador de la historia de la Copa del Mundo. Klose es también el máximo goleador histórico de Alemania.
Posteriormente, comenzó su carrera como entrenador dirigiendo al Bayern de Múnich sub-17. También fue asistente de Hans-Dieter Flick en el Bayern de Múnich.

## Trayectoria

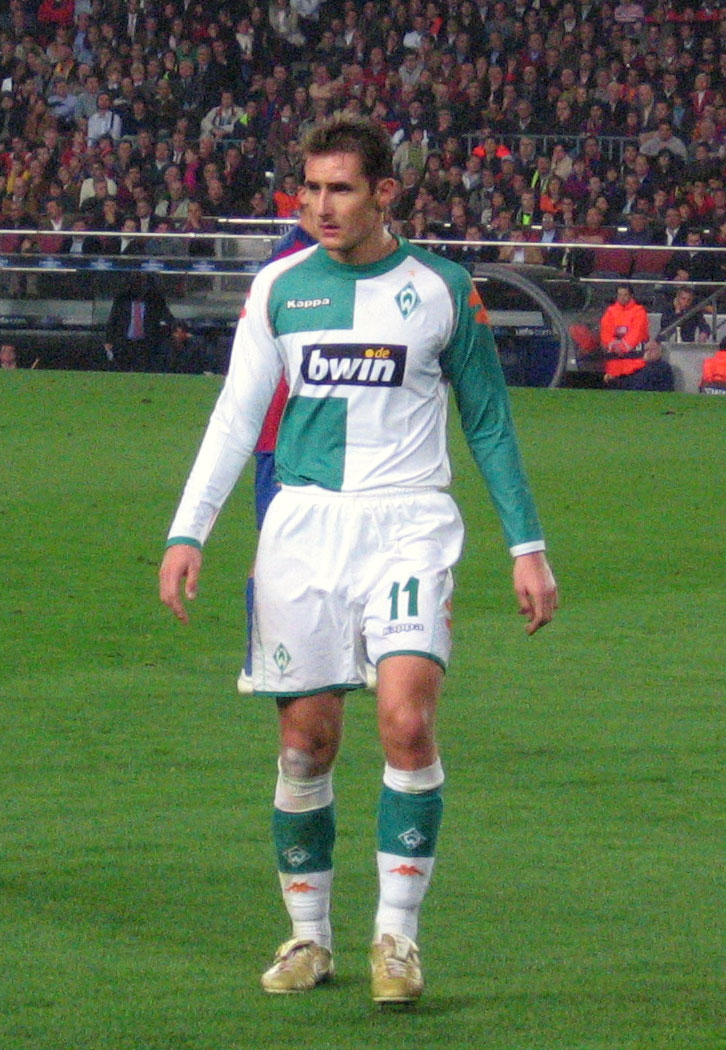
Miroslav Klose en el Werder Bremen

### Kaiserslautern
En 1998, la carrera profesional de Klose comenzó a los 20 años con un cambio a la reserva del antiguo equipo de la Bundesliga, el Homburgo. Doce meses después, se trasladó al Kaiserslautern. Jugó en el segundo equipo y se estrenó en la Bundesliga en abril de 2000. En la temporada 2001-02 marcó 16 goles y le faltaron sólo dos para convertirse en el máximo goleador.

### Werder Bremen
En marzo de 2004, Klose firmó un contrato de cuatro años con el Werder Bremen a cambio de 5 millones de euros ($6.2 millones de dólares). Debutó en la liga el 6 de agosto de 2004 como sustituto del paraguayo Nelson Haedo Valdez en la victoria por 1-0 en casa contra el Schalke 04. El 29 de agosto de 2004, Klose marcó su primer gol, el del empate, pero el equipo de Bremen perdió por 2-1 en casa contra el VfL Wolfsburgo.
El 7 de junio de 2007, Klose confirmó que dejaría el Werder Bremen para irse al Bayern de Múnich, bien antes de la temporada 2007-08 o bien al expirar su contrato con el equipo de Bremen al final de la temporada 2007-08.

### Bayern de Múnich

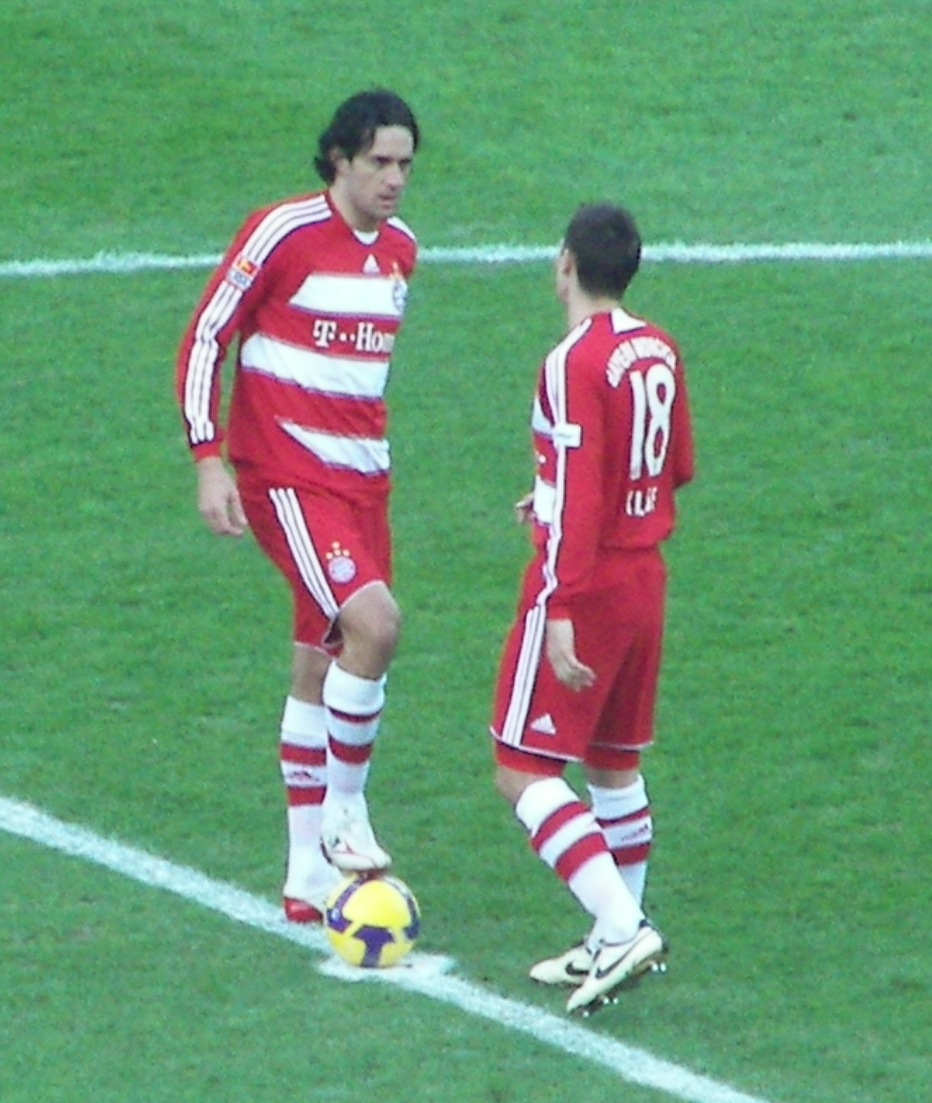
Luca Toni y Klose (18), Estadio Olímpico de Berlín, Hertha Berlín vs. Bayern de Múnich, 2009

El 26 de junio de 2007, el presidente del Bayern de Múnich, Karl-Heinz Rummenigge, confirmó que su equipo había llegado a un acuerdo con el Werder Bremen para el traspaso de Klose. Klose pasó el reconocimiento médico con el Bayern el 28 de junio de 2007 y firmó un contrato de cuatro años.
Klose obtuvo los primeros grandes honores de su carrera en el club al final de su primera temporada con el Bayern, ya que ganaron la Bundesliga y la Copa de Alemania en 2007-08. En 2010, ganó la Supercopa de Alemania 2010, marcando un gol en el minuto 81.
El 7 de junio de 2011, con su contrato a punto de expirar, Klose no llegó a un acuerdo con el Bayern, por lo que dejó el club al final de la temporada 2010-11. En su última temporada marcó un gol en la Bundesliga en 20 partidos.

### Lazio

#### Temporada 2011-12
Klose firmó un contrato de tres años con la Lazio de la Serie A italiana el 9 de junio de 2011. Marcó su primer gol con en los play-offs de la UEFA Europa League 2011-12 y también asistió a otros cuatro goles. Lazio ganó ese partido 6-0 y ganó el desempate 9-1 en el global contra Rabotnički. El 9 de septiembre de 2011, hizo su debut en la Serie A en un empate 2-2 contra el Milan y marcó un gol en el minuto 12 que fue el primer gol de la temporada en la Serie A. A pesar de llevar solo unos meses en el club, el técnico de la Lazio, Edoardo Reja, subrayó su importancia para el equipo. El 16 de octubre de 2011 anotó en el minuto 93 para ganar el derbi de Roma contra la Roma por 2-1. Sin embargo la ocasión se vio empañada por una pequeña sección de fanáticos radicales de la Lazio que sostenían un cartel adaptado de un lema utilizado por los nazis que decía "Klose Mit Uns", que significa "Klose with us". Esos fanáticos pretendieron que fuera un elogio para Klose; sin embargo, los nazis usaron el lema "Dios con nosotros" y el letrero de los fanáticos de Lazio presentaba las S en la misma fuente que el logotipo de Schutzstaffel (SS) de Adolf Hitler. Klose había condenado explícitamente el letrero y dijo: "[La política] debería permanecer fuera del estadio".
El 10 de diciembre de 2011 anotó dos veces y ayudó a la Lazio en un partido fuera de casa contra el Lecce, incluido un gol en el minuto 87 que le dio a la Lazio una victoria por 3-2. 

#### Temporada 2012-13
El 2 de septiembre de 2012 anotó su primer gol de la temporada en la Serie A, anotando un doblete en la victoria por 3-0 de la Lazio en casa contra el Palermo. El 26 de septiembre, Klose anotó accidentalmente un gol con la mano contra el Napoli sin ser visto por el árbitro. Sin embargo, Klose avisó al árbitro y pidió que descontase el gol. Luego, el árbitro revocó la decisión y el gol fue descontado.
El 2 de diciembre anotó su noveno gol de la temporada, asegurando una victoria por 2-1 sobre el Parma, elevando a la Lazio al cuarto lugar en la Serie A. Dos semanas después, el 15 de diciembre, marcó un gol para enviar su equipo a una victoria por 1-0 sobre el Inter de Milán, segundo clasificado, reduciendo la brecha entre los dos equipos en la tabla de la liga a un punto. El 5 de mayo de 2013 marcó cinco goles contra el Bologna antes de ser sustituido por Louis Saha en el minuto 68. Fue la primera vez desde la temporada 1984–85 que un jugador anotó cinco goles en el mismo partido en la Serie A.
El 26 de mayo ganó la Copa Italia venciendo a la Roma por 1-0. Fue la sexta vez en la historia de la Lazio y la primera vez en la historia del torneo hubo un derbi Lazio-Roma en la final.

#### Temporada 2013-14
Klose comenzó la temporada jugando en la Supercopa de Italia 2013 contra la Juventus que terminó con una derrota por 4-0 en el Estadio Olímpico de Roma. Klose comenzó la temporada de liga jugando 83 minutos en el primer partido de liga de la temporada del equipo, una victoria en casa por 2-1 contra el Udinese. Marcó su primer gol de la temporada el 31 de agosto en la derrota por 4-1 ante la Juventus. Marcó su segundo gol de liga de la temporada el 28 de octubre durante la victoria en casa por 2-0 contra el Cagliari.

#### Temporada 2014-15
Klose jugó su primer partido de la temporada de la Serie A contra el Milan, en el que la Lazio fue derrotada por 3-1. Marcó tres goles y dio asistencia a otros dos goles en la primera mitad de la temporada en 16 apariciones en la Serie A. También anotó un gol y dio asistencia a otro para Lazio contra Bassano en el único partido de la Copa Italia 2014-15 que disputó jugado antes de las vacaciones de invierno, pasaron a ganar el partido 7-0. En la segunda mitad de la temporada marcó 10 goles y dio 5 asistencias en 18 apariciones, terminando la temporada con 13 goles y 7 asistencias en la Serie A, junto con 3 goles y 2 asistencias en la Copa Italia en 6 apariciones.

#### Temporada 2015-16
El 15 de mayo, Klose anotó su último gol con la Lazio de penalti en su última aparición con el club, la última jornada de la temporada 2015-16 de la Serie A. El juego terminó con una derrota en casa por 4-2 ante la Fiorentina. Con su gol número 64 con la Lazio, igualó a Goran Pandev como el máximo goleador no italiano de todos los tiempos del club, y terminó su carrera en la Lazio como el séptimo máximo goleador de todos los tiempos del club.

## Selección nacional
A pesar de haber nacido en Polonia, Klose ha sido internacional con la selección de fútbol de Alemania en 137 partidos. Ha anotado 71 goles. Actualmente lidera la tabla de goleadores históricos de la Copa Mundial de Fútbol con 16 goles. El último de ellos lo anotó durante la semifinal del Mundial de 2014 contra Brasil el 8 de julio, superando a Ronaldo, el anterior goleador histórico.
Klose debutó con la selección el 24 de marzo de 2001 ante Albania. Cuatro días más tarde, en su segundo partido, Klose ayudó a Alemania a liderar temporalmente su grupo de clasificación anotando un gol ante Grecia. Dos hat-tricks ante Israel y Austria en los amistosos previos a la Copa del Mundo fueron suficientes para establecerse en la alineación titular de Alemania para el Mundial. Klose llegó a la fama internacional en la Copa Mundial de 2002, ya que marcó cinco goles de cabeza para Alemania, terminando como segundo máximo goleador del campeonato junto con Rivaldo (el primer lugar se lo adjudicó Ronaldo). Se convirtió en el primer jugador en marcar cinco cabezazos en una Copa del Mundo. Su cuenta goleadora incluyó un triplete en el 8-0 de Alemania ante Arabia Saudita, también anotó un gol a Irlanda y Camerún.
Klose también participó en la Eurocopa de 2004 entrando como suplente en dos partidos, ante Letonia y República Checa, pero no estaba del todo en forma, ya que acababa de recuperarse de una lesión en la rodilla. No consiguió marcar y Alemania fue eliminada en fase de grupos.

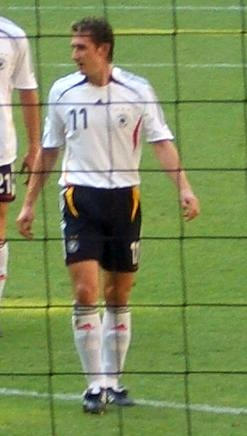
Klose jugando la Copa Mundial 2006.

Durante el Mundial de 2006, Klose marcó cinco goles (dos contra Costa Rica, dos contra Ecuador y uno ante Argentina en los cuartos de final), y terminó como el máximo goleador del torneo.
En la Eurocopa 2008, inició el primer partido del grupo contra Polonia y dio dos asistencias a Lukas Podolski en la victoria por 2-0. Jugó los dos partidos restantes del grupo contra Croacia y Austria sin goles. Rompió su sequía goleadora en los cuartos de final y semifinal contra Portugal y Turquía respectivamente. Sin embargo, los alemanes perderían el partido final contra España por un marcador de 1-0. 
El 13 de junio de 2010, Klose anotó el segundo de los cuatro goles de Alemania contra Australia en el primer partido de Sudáfrica 2010.
En los octavos de final él abrió el marcador ante Inglaterra; este fue su 12º gol en una Copa Mundial y su gol número 50 en 99 partidos con la camiseta de Alemania. 
Klose hizo su aparición internacional número 100 en el partido de cuartos de final contra Argentina, convirtiéndose en el sexto jugador alemán en conseguirlo. En ese mismo partido anotó dos goles haciendo un resultado de 4-0. Luego, su selección perdería en las semifinales ante España por 1-0.
Durante la clasificación para la Euro 2012, Klose anotó nueve goles y proporcionó dos asistencias, convirtiéndose en el segundo delantero más exitoso en dicha etapa clasificatoria, por detrás de Klaas-Jan Huntelaar, que marcó 12 veces en ocho partidos.

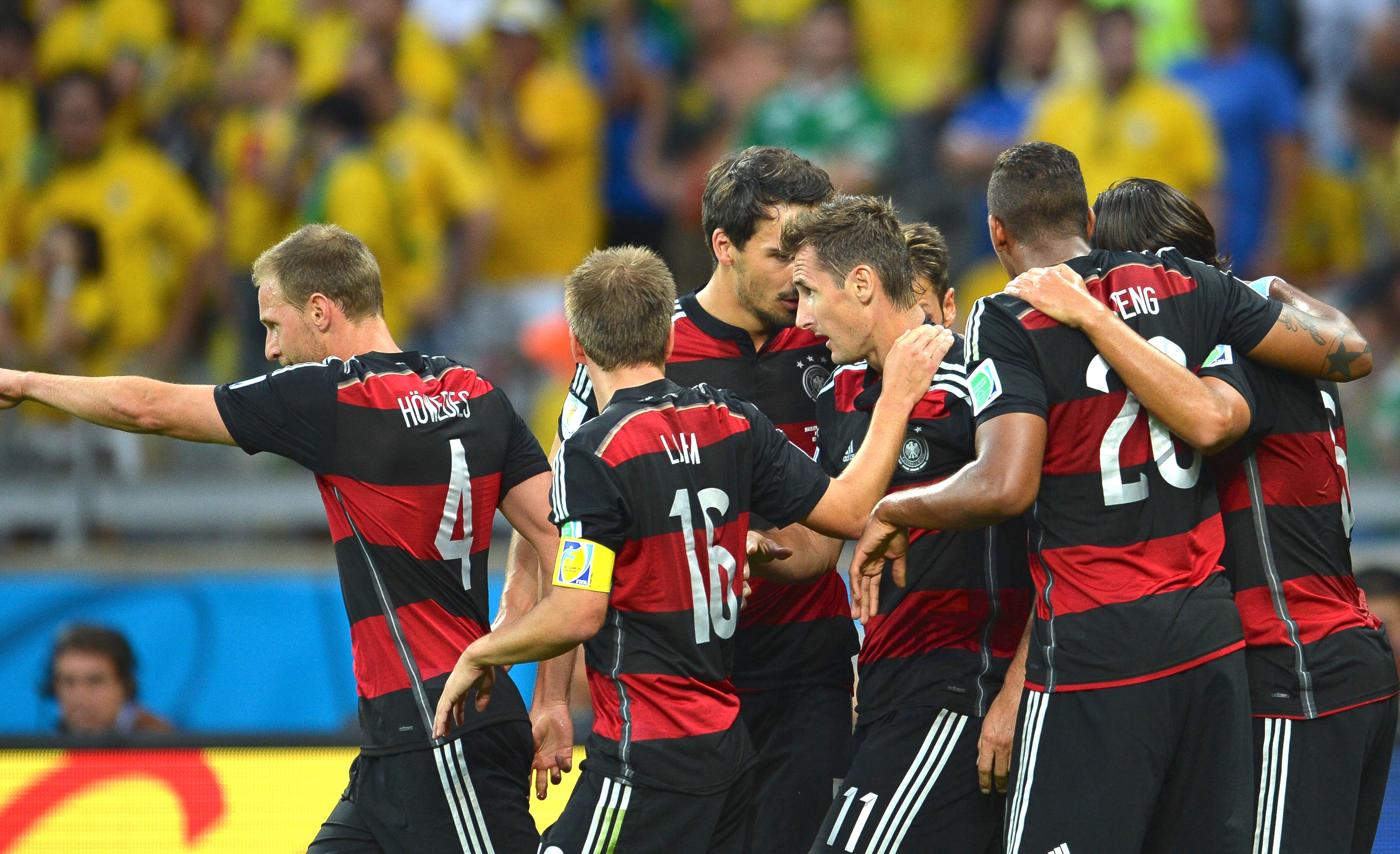
La selección alemana celebra la marca batida por Miroslav Klose como el mayor goleador en la historia de los mundiales (Brasil 2014, 8 de julio).

El 8 de mayo de 2014, Klose fue incluido en la lista preliminar de 30 jugadores por el entrenador Joachim Löw con miras a la fase final de la Copa del Mundo. Fue ratificado entre los 23 jugadores que viajaron a Brasil el 2 de junio, teniendo la fortuna de disputar su cuarto y último mundial. El 21 de junio del 2014 marcó un gol en el empate de 2-2 entre Alemania y Ghana, igualando el récord de Ronaldo como máximo goleador en la historia de la Copa Mundial de Fútbol con 15 goles. Además, se convirtió en el tercer futbolista que ha marcado goles en cuatro mundiales distintos, junto a Pelé y Uwe Seeler. En la semifinal de aquel campeonato, jugada el 8 de julio, Klose marcó un gol en la victoria 7-1 sobre Brasil, alcanzando los 16 goles y convirtiéndose en el máximo goleador de la historia de los Mundiales. Klose también jugó en la final del Mundial donde su selección ganó 1-0 a Argentina y se convirtió en campeón del mundo. Con dicha victoria, el jugador superó a Cafú como el futbolista con mayor número de victorias en copas del mundo, alcanzando 17.
Tras el Mundial renunció a integrar nuevamente la selección nacional, poniendo así fin a una brillante y espectacular carrera internacional.

### Participaciones en Copas del Mundo
| Mundial                        | Sede                  | Resultado     | Partidos | Goles | Asistencias | Media goleadora |
| ------------------------------ | --------------------- | ------------- | -------- | ----- | ----------- | --------------- |
| Copa Mundial de Fútbol de 2002 | Corea del Sur y Japón | Subcampeón    | 7        | 5     | 1           | 0,71            |
| Copa Mundial de Fútbol de 2006 | Alemania              | Tercer puesto | 7        | 5     | 1           | 0,71            |
| Copa Mundial de Fútbol de 2010 | Sudáfrica             | Tercer puesto | 5        | 4     | 0           | 0,80            |
| Copa Mundial de Fútbol de 2014 | Brasil                | Campeón       | 5        | 2     | 0           | 0,40            |
| Total                          | Total                 | Total         | 24       | 16    | 2           | 0,66            |

### Participaciones en Eurocopas
| Copa          | Sede              | Resultado    | Partidos | Goles | Media goleadora |
| ------------- | ----------------- | ------------ | -------- | ----- | --------------- |
| Eurocopa 2004 | Portugal          | Primera fase | 2        | 0     | 0               |
| Eurocopa 2008 | Austria y Suiza   | Subcampeón   | 6        | 2     | 0,33            |
| Eurocopa 2012 | Polonia y Ucrania | Semifinales  | 5        | 1     | 0,20            |
| Total         | Total             | Total        | 13       | 3     | 0,23            |

### Participaciones en Clasificatorias para la Copa Mundial
| Clasificatorias              | Sede      | Resultado   | Posición | Partidos | Goles | Media goleadora |
| ---------------------------- | --------- | ----------- | -------- | -------- | ----- | --------------- |
| Clasificatorias Mundial 2006 | Alemania  | Clasificado | 2º       | 5        | 2     | 0,40            |
| Clasificatorias Mundial 2010 | Sudáfrica | Clasificado | 1º       | 8        | 7     | 0,87            |
| Clasificatorias Mundial 2014 | Brasil    | Clasificado | 1º       | 7        | 4     | 0,57            |
| Total                        | Total     | Total       | Total    | 19       | 13    | 0,68            |

### Participaciones en Clasificatorias para la Eurocopa
| Clasificatorias               | Sede              | Resultado   | Posición | Partidos | Goles | Media goleadora |
| ----------------------------- | ----------------- | ----------- | -------- | -------- | ----- | --------------- |
| Clasificatorias Eurocopa 2004 | Portugal          | Clasificado | 1º       | 8        | 2     | 0,25            |
| Clasificatorias Eurocopa 2008 | Austria y Suiza   | Clasificado | 2º       | 9        | 5     | 0,55            |
| Clasificatorias Eurocopa 2012 | Polonia y Ucrania | Clasificado | 1º       | 8        | 9     | 1,12            |
| Total                         | Total             | Total       | Total    | 23       | 16    | 0,69            |

### Goles en Copas del Mundo
| #  | Fecha               | Lugar                                               | Rival          | Gol | Resultado | Competición  |
| -- | ------------------- | --------------------------------------------------- | -------------- | --- | --------- | ------------ |
| 1  | 1 de junio de 2002  | Domo de Sapporo, Sapporo, Japón                     | Arabia Saudita | 1–0 | 8–0       | Mundial 2002 |
| 2  | 1 de junio de 2002  | Domo de Sapporo, Sapporo, Japón                     | Arabia Saudita | 2–0 | 8–0       | Mundial 2002 |
| 3  | 1 de junio de 2002  | Domo de Sapporo, Sapporo, Japón                     | Arabia Saudita | 5–0 | 8–0       | Mundial 2002 |
| 4  | 5 de junio de 2002  | Estadio de Kashima, Ibaraki, Japón                  | Irlanda        | 1–0 | 1–1       | Mundial 2002 |
| 5  | 11 de junio de 2002 | Estadio Ecopa de Shizuoka, Shizuoka, Japón          | Camerún        | 2–0 | 2–0       | Mundial 2002 |
| 6  | 9 de junio de 2006  | Allianz Arena, Múnich, Alemania                     | Costa Rica     | 2–1 | 4–2       | Mundial 2006 |
| 7  | 9 de junio de 2006  | Allianz Arena, Múnich, Alemania                     | Costa Rica     | 3–1 | 4–2       | Mundial 2006 |
| 8  | 20 de junio de 2006 | Estadio Olímpico de Berlín, Berlín, Alemania        | Ecuador        | 1–0 | 3–0       | Mundial 2006 |
| 9  | 20 de junio de 2006 | Estadio Olímpico de Berlín, Berlín, Alemania        | Ecuador        | 2–0 | 3–0       | Mundial 2006 |
| 10 | 30 de junio de 2006 | Estadio Olímpico de Berlín, Berlín, Alemania        | Argentina      | 1–1 | 1–1       | Mundial 2006 |
| 11 | 13 de junio de 2010 | Estadio Moses Mabhida, Durban, Sudáfrica            | Australia      | 2–0 | 4–0       | Mundial 2010 |
| 12 | 27 de junio de 2010 | Estadio Free State, Bloemfontein, Sudáfrica         | Inglaterra     | 1–0 | 4–1       | Mundial 2010 |
| 13 | 3 de julio de 2010  | Estadio Green Point, Ciudad del Cabo, Sudáfrica     | Argentina      | 2–0 | 4–0       | Mundial 2010 |
| 14 | 3 de julio de 2010  | Estadio Green Point, Ciudad del Cabo, Sudáfrica     | Argentina      | 4–0 | 4–0       | Mundial 2010 |
| 15 | 21 de junio de 2014 | Estadio Aderaldo Plácido Castelo, Fortaleza, Brasil | Ghana          | 2-2 | 2–2       | Mundial 2014 |
| 16 | 8 de julio de 2014  | Estadio Mineirao, Belo Horizonte, Brasil            | Brasil         | 2-0 | 7–1       | Mundial 2014 |

## Carrera como entrenador

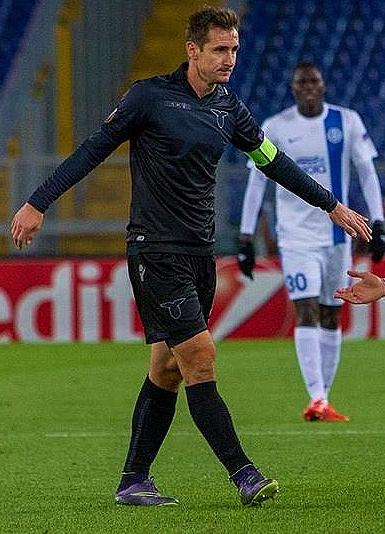
Miroslav Klose

El 1 de noviembre de 2016, fue contratado para formar parte del cuerpo técnico de la selección alemana. Klose dijo: "Celebré mis mayores éxitos con la selección nacional y fue un momento maravilloso e inolvidable. Por eso estoy encantado de volver a la Federación Alemana de Fútbol. En los últimos meses, he pensado mucho en continuar mi carrera como jugador", sino también en perseguir otras vías, a saber, convertirse en entrenador".
El 11 de mayo de 2018, el Bayern de Múnich nombró a Klose como su entrenador para la selección sub-17. Klose firmó un contrato de dos años, hasta finales de junio de 2020.El 7 de mayo de 2020, firmó un contrato de un año para convertirse en el asistente de entrenador del primer equipo con Hans-Dieter Flicky dejó su cargo en mayo de 2021.
El 17 de junio de 2022, fue confirmado como nuevo entrenador del SCR Altach.El 20 de marzo de 2023, fue destituido de su cargo tras dejar al equipo colista, sumando únicamente 17 puntos en 22 jornadas.
En junio de 2024, fue oficializado como técnico del 1. F. C. Núremberg.

## Perfil de jugador

### Estilo de juego
Klose, un goleador prolífico, era un delantero grande y poderoso que era conocido en particular por su habilidad en el aire como delantero centro debido a su fuerza, sincronización, elevación y precisión de cabeza, así como su habilidad para definir. En su mejor momento también era un jugador rápido que era conocido por su ritmo, movimiento y sentido posicional en el área penal lo que le permitía perder sus marcadores y llegar al final de los centros. Además de sus atributos físicos, poseía buena técnica y jugaba de espaldas a la portería, y era capaz de crear espacio para otros jugadores, o preparar goles a sus compañeros además de marcarlos él mismo debido a su inteligencia táctica y capacidad de interpretación del juego. También fue conocido por su dedicación y comportamiento correcto en el campo.

### Celebraciones de gol
Al principio de su carrera, Klose era conocido por sus celebraciones acrobáticas de gol que incluían saltos mortales en el aire.

## Vida personal
Su padre, Josef Klose fue un futbolista profesional que jugó en el club polaco Odra Opole, antes de salir de la Polonia Comunista en 1978 a Francia. Su madre, Barbara Jeż, era también una integrante del equipo nacional de balonmano femenino de Polonia. Tiene una hermana llamada Macena Klose.
Él mismo dijo en una entrevista a Der Spiegel, en 2007, que su familia habla polaco y sus hijos gemelos Luan y Noah están aprendiendo alemán en la guardería. Su esposa es de origen polaco, Sylwia Klose.
Klose es un católico practicante y visitó al Papa Benedicto XVI en marzo de 2007.

## Clubes y estadísticas

### Jugador
| Blaubach-Diedelkopf · Alemania |               |               |     |     |     |    |    |    |    |    |     |     |     |      |      |
| 6.ª | 1997-98       | 22            | 11  | 2   | —   | —  | —  | —  | —  | —  | 22  | 11  | 2   | 0,50 |      |
| Total club | Total club    | 22            | 11  | 2   | 0   | 0  | 0  | 0  | 0  | 0  | 22  | 11  | 2   | 0,50 |      |
| FC Homburgo II · Alemania |               |               |     |     |     |    |    |    |    |    |     |     |     |      |      |
| 5.ª | 1998-99       | 15            | 10  | 5   | —   | —  | —  | —  | —  | —  | 15  | 10  | 5   | 0,67 |      |
| Total club | Total club    | 15            | 10  | 5   | 0   | 0  | 0  | 0  | 0  | 0  | 15  | 10  | 5   | 0,67 |      |
| FC Homburgo · Alemania |               |               |     |     |     |    |    |    |    |    |     |     |     |      |      |
| 3.ª | 1998-99       | 18            | 1   | 3   | —   | —  | —  | —  | —  | —  | 18  | 1   | 3   | 0,06 |      |
| Total club | Total club    | 18            | 1   | 3   | 0   | 0  | 0  | 0  | 0  | 0  | 18  | 1   | 3   | 0,06 |      |
| 1. FC Kaiserslautern II · Alemania |               |               |     |     |     |    |    |    |    |    |     |     |     |      |      |
| 3.ª | 1999-00       | 36            | 11  | 12  | —   | —  | —  | —  | —  | —  | 36  | 11  | 12  | 0,31 |      |
| 4.ª | 2000-01       | 14            | 15  | 8   | —   | —  | —  | —  | —  | —  | 14  | 15  | 8   | 1,07 |      |
| Total club | Total club    | 50            | 26  | 20  | 0   | 0  | 0  | 0  | 0  | 0  | 50  | 26  | 20  | 0,52 |      |
| 1. FC Kaiserslautern · Alemania |               |               |     |     |     |    |    |    |    |    |     |     |     |      |      |
| 1.ª | 1999-2000     | 2             | 0   | 0   | —   | —  | —  | —  | —  | —  | 2   | 0   | 0   | 0,00 |      |
| 1.ª | 2000-01       | 29            | 9   | 3   | 4   | 0  | 0  | 12 | 3  | 2  | 45  | 12  | 5   | 0,27 |      |
| 1.ª | 2001-02       | 31            | 16  | 7   | 4   | 0  | 1  | —  | —  | —  | 35  | 16  | 8   | 0,46 |      |
| 1.ª | 2002-03       | 32            | 9   | 6   | 4   | 4  | 3  | —  | —  | —  | 36  | 13  | 9   | 0,36 |      |
| 1.ª | 2003-04       | 26            | 10  | 3   | 1   | 1  | 0  | 2  | 1  | 0  | 29  | 12  | 3   | 0,41 |      |
| Total club | Total club    | 120           | 44  | 19  | 13  | 5  | 4  | 14 | 4  | 2  | 147 | 53  | 25  | 0,36 |      |
| Werder Bremen · Alemania |               |               |     |     |     |    |    |    |    |    |     |     |     |      |      |
| 1.ª | 2004-05       | 32            | 15  | 10  | 5   | 0  | 1  | 8  | 2  | 0  | 45  | 17  | 11  | 0,38 |      |
| 1.ª | 2005-06       | 26            | 25  | 13  | 5   | 2  | 3  | 9  | 4  | 1  | 40  | 31  | 17  | 0,78 |      |
| 1.ª | 2006-07       | 31            | 13  | 15  | 3   | 0  | 2  | 13 | 2  | 2  | 47  | 15  | 19  | 0,32 |      |
| Total club | Total club    | 89            | 53  | 38  | 13  | 2  | 6  | 30 | 8  | 3  | 132 | 63  | 47  | 0,48 |      |
| Bayern de Múnich · Alemania |               |               |     |     |     |    |    |    |    |    |     |     |     |      |      |
| 1.ª | 2007-08       | 27            | 10  | 7   | 8   | 6  | 1  | 12 | 5  | 1  | 47  | 21  | 9   | 0,45 |      |
| 1.ª | 2008-09       | 26            | 10  | 5   | 4   | 3  | 0  | 8  | 7  | 2  | 38  | 20  | 7   | 0,53 |      |
| 1.ª | 2009-10       | 25            | 3   | 1   | 5   | 2  | 1  | 8  | 1  | 0  | 38  | 6   | 2   | 0,16 |      |
| 1.ª | 2010-11       | 20            | 1   | 1   | 5   | 4  | 2  | 2  | 1  | 0  | 27  | 6   | 3   | 0,22 |      |
| Total club | Total club    | 98            | 24  | 14  | 22  | 15 | 4  | 30 | 14 | 3  | 150 | 53  | 21  | 0,35 |      |
| SS Lazio · Italia |               |               |     |     |     |    |    |    |    |    |     |     |     |      |      |
| 1.ª | 2011-12       | 27            | 12  | 8   | 2   | 0  | 0  | 6  | 3  | 3  | 35  | 15  | 11  | 0,43 |      |
| 1.ª | 2012-13       | 29            | 15  | 1   | 2   | 0  | 0  | 5  | 1  | 0  | 36  | 16  | 1   | 0,44 |      |
| 1.ª | 2013-14       | 25            | 7   | 2   | 1   | 0  | 0  | 3  | 1  | 0  | 29  | 8   | 2   | 0,28 |      |
| 1.ª | 2014-15       | 34            | 13  | 6   | 6   | 3  | 0  | —  | —  | —  | 40  | 16  | 6   | 0,40 |      |
| 1.ª | 2015-16       | 24            | 7   | 7   | 2   | 0  | 0  | 5  | 1  | 0  | 31  | 8   | 7   | 0,26 |      |
| Total club | Total club    | 139           | 54  | 24  | 13  | 3  | 0  | 19 | 6  | 3  | 171 | 63  | 27  | 0,37 |      |
| Total carrera | Total carrera | Total carrera | 551 | 223 | 125 | 61 | 25 | 14 | 93 | 32 | 11  | 705 | 280 | 150  | 0,40 |
| (1) Incluye datos de la Copa de la Liga de Alemania (2000-07); Supercopa de Alemania (2010); Copa de Alemania (2000-11); Copa Italia / Supercopa de Italia (2012-15). (2) Incluye datos de la Liga de Campeones de la UEFA (2004-15); Copa de la UEFA/Liga Europa de la UEFA (2000-16). (3) No incluye goles en partidos amistosos. |               |               |     |     |     |    |    |    |    |    |     |     |     |      |      |

### Selecciones
| Selección                                                                     | Temporada     | Amistosos | Amistosos | Amistosos | Europa(1) | Europa(1) | Europa(1) | Mundial | Mundial | Mundial | Total | Total | Total  | Media goleadora |
| Selección                                                                     | Temporada     | Part.     | Goles     | Asist.    | Part.     | Goles     | Asist.    | Part.   | Goles   | Asist.  | Part. | Goles | Asist. | Media goleadora |
| ----------------------------------------------------------------------------- | ------------- | --------- | --------- | --------- | --------- | --------- | --------- | ------- | ------- | ------- | ----- | ----- | ------ | --------------- |
| Adulta · Alemania                                                             | 2001          | 2         | 0         | 0         | 5         | 2         | 0         | —       | —       | —       | 7     | 2     | 0      | 0,29            |
| Adulta · Alemania                                                             | 2002          | 8         | 6         | 1         | 2         | 1         | 0         | 7       | 5       | 2       | 17    | 12    | 3      | 0,71            |
| Adulta · Alemania                                                             | 2003          | 4         | 0         | 0         | 6         | 1         | 1         | —       | —       | —       | 10    | 1     | 1      | 0,10            |
| Adulta · Alemania                                                             | 2004          | 9         | 5         | 1         | 2         | 0         | 0         | —       | —       | —       | 11    | 5     | 1      | 0,46            |
| Adulta · Alemania                                                             | 2005          | 5         | 0         | 2         | —         | —         | —         | —       | —       | —       | 5     | 0     | 2      | 0,00            |
| Adulta · Alemania                                                             | 2006          | 6         | 6         | 2         | 4         | 2         | 2         | 7       | 5       | 2       | 17    | 13    | 6      | 0,77            |
| Adulta · Alemania                                                             | 2007          | —         | —         | —         | 5         | 3         | 1         | —       | —       | —       | 5     | 3     | 1      | 0,60            |
| Adulta · Alemania                                                             | 2008          | 5         | 3         | 0         | 10        | 5         | 3         | —       | —       | —       | 15    | 8     | 3      | 0,53            |
| Adulta · Alemania                                                             | 2009          | 2         | 0         | 1         | 4         | 4         | 1         | —       | —       | —       | 6     | 4     | 2      | 0,67            |
| Adulta · Alemania                                                             | 2010          | 3         | 0         | 0         | 4         | 6         | 1         | 5       | 4       | 0       | 12    | 10    | 1      | 0,83            |
| Adulta · Alemania                                                             | 2011          | 6         | 2         | 2         | 2         | 3         | 1         | —       | —       | —       | 8     | 5     | 3      | 0,63            |
| Adulta · Alemania                                                             | 2012          | 4         | 0         | 0         | 9         | 4         | 3         | —       | —       | —       | 13    | 4     | 3      | 0,31            |
| Adulta · Alemania                                                             | 2013          | 2         | 0         | 0         | 2         | 1         | 0         | —       | —       | —       | 4     | 1     | 0      | 0,25            |
| Adulta · Alemania                                                             | 2014          | 2         | 1         | 1         | —         | —         | —         | 5       | 2       | 1       | 7     | 3     | 2      | 0,43            |
| Adulta · Alemania                                                             | Total         | 58        | 23        | 10        | 55        | 32        | 13        | 24      | 16      | 5       | 137   | 71    | 28     | 0,52            |
| Total carrera                                                                 | Total carrera | 58        | 23        | 10        | 55        | 32        | 13        | 24      | 16      | 5       | 137   | 71    | 28     | 0,52            |
| (1) Incluye los partidos de la Clasificatorias Europeas / Eurocopa (2001-13). |               |           |           |           |           |           |           |         |         |         |       |       |        |                 |

### Resumen estadístico
| Competición           | Partidos | Goles | Promedio | Asistencias | Promedio | Goles y asistencias | Promedio |
| --------------------- | -------- | ----- | -------- | ----------- | -------- | ------------------- | -------- |
| Primera División      | 446      | 175   | 0,39     | 95          | 0,21     | 270                 | 0,61     |
| Tercera División      | 54       | 12    | 0,22     | 15          | 0,28     | 27                  | 0,50     |
| Cuarta División       | 14       | 15    | 1,07     | 8           | 0,57     | 23                  | 1,64     |
| Quinta División       | 15       | 10    | 0,67     | 5           | 0,33     | 15                  | 1,00     |
| Sexta División        | 22       | 11    | 0,50     | 2           | 0,09     | 13                  | 0,59     |
| Copas nacionales      | 61       | 25    | 0,41     | 14          | 0,23     | 39                  | 0,64     |
| Copas internacionales | 93       | 32    | 0,34     | 11          | 0,12     | 43                  | 0,46     |
| Selección absoluta    | 137      | 71    | 0,52     | 28          | 0,20     | 99                  | 0,72     |
| Total                 | 842      | 351   | 0,42     | 178         | 0,21     | 529                 | 0,63     |

### Hat-tricks
| 1 | 13 de febrero de 2002    | Fritz-Walter-Stadion, Kaiserslautern | Alemania - Israel                    |  | 7 - 1 | Amistoso                       |
| 2 | 18 de mayo de 2002       | BayArena, Leverkusen                 | Alemania - Austria                   |  | 6 - 2 | Amistoso                       |
| 3 | 1 de junio de 2002       | Domo de Sapporo, Sapporo             | Alemania - Arabia Saudita            |  | 8 - 0 | Copa Mundial de Fútbol de 2002 |
| 4 | 23 de noviembre de 2003  | Fritz-Walter-Stadion, Kaiserslautern | 1. FC Kaiserslautern - Hertha Berlín |  | 4 - 2 | 1. Bundesliga 2003-04          |
| 5 | 25 de septiembre de 2004 | Rewirpowerstadion, Bochum            | VfL Bochum - Werder Bremen           |  | 1 - 4 | 1. Bundesliga 2004-05          |
| 6 | 15 de octubre de 2005    | Weserstadion, Bremen                 | Werder Bremen - 1. FC Núremberg      |  | 6 - 2 | 1. Bundesliga 2005-06          |
| 7 | 26 de septiembre de 2007 | Allianz Arena, Múnich                | Bayern de Múnich - Energie Cottbus   |  | 5 - 0 | 1. Bundesliga 2007-08          |
| 8 | 10 de septiembre de 2008 | Olímpico de Helsinki, Töölö          | Finlandia - Alemania                 |  | 3 - 3 | Clasificatorias UEFA 2010      |
| 9 | 5 de mayo de 2013        | Olímpico de Roma, Roma               | SS Lazio - Bologna FC 1909           |  | 6 - 0 | Serie A 2012-13                |

### Entrenador
| Equipo               | Div.                | Temporada           | Liga  | Liga | Liga | Liga | Liga |       | Copa | Copa | Copa | Copa  |   | Internacional | Internacional | Internacional | Internacional | Internacional |   | Otros | Otros | Otros | Otros |    | Totales     | Totales | Totales | Totales | Totales | Totales | Totales | Totales |
| Equipo               | Div.                | Temporada           | Part. | G    | E    | P    | Pos. | Part. | G    | E    | P    | Part. | G | E             | P             | Pos.          | Part.         | G             | E | P     | Part. | G     | E     | P  | Rendimiento | GF      | GC      | Dif.    |         |         |         |         |
| -------------------- | ------------------- | ------------------- | ----- | ---- | ---- | ---- | ---- | ----- | ---- | ---- | ---- | ----- | - | ------------- | ------------- | ------------- | ------------- | ------------- | - | ----- | ----- | ----- | ----- | -- | ----------- | ------- | ------- | ------- | ------- | ------- | ------- | ------- |
| SCR Altach · Austria | 1.ª                 | 2022-23             | 22    | 4    | 5    | 13   | Inc. | 2     | 1    | 0    | 1    | -     | - | -             | -             | -             | -             | -             | - | -     | 24    | 5     | 5     | 14 | 24.64%      | 22      | 47      | -25     |         |         |         |         |
| SCR Altach · Austria | Total               | Total               | 22    | 4    | 5    | 13   | -    | 2     | 1    | 0    | 1    | -     | - | -             | -             | -             | -             | -             | - | -     | 24    | 5     | 5     | 14 | 24.64%      | 22      | 47      | -25     |         |         |         |         |
| Núremberg · Alemania | 2.ª                 | 2024-25             | 34    | 14   | 6    | 14   | 10.º | 2     | 0    | 1    | 1    | -     | - | -             | -             | -             | -             | -             | - | -     | 36    | 14    | 7     | 15 | 45.37%      | 62      | 60      | +2      |         |         |         |         |
| Núremberg · Alemania | 2.ª                 | 2025-26             | 2     | 0    | 0    | 2    | -    | 1     | 0    | 1    | 0    | -     | - | -             | -             | -             | -             | -             | - | -     | 3     | 0     | 1     | 2  | 11.11%      | 3       | 5       | -2      |         |         |         |         |
| Núremberg · Alemania | Total               | Total               | 36    | 14   | 6    | 16   | -    | 3     | 0    | 2    | 1    | -     | - | -             | -             | -             | -             | -             | - | -     | 39    | 14    | 8     | 17 | 42.74%      | 65      | 65      | +0      |         |         |         |         |
| Total en su carrera  | Total en su carrera | Total en su carrera | 58    | 18   | 11   | 29   | -    | 5     | 1    | 2    | 2    | -     | - | -             | -             | -             | -             | -             | - | -     | 63    | 19    | 13    | 31 | 37.04%      | 87      | 112     | -25     |         |         |         |         |
| 1.                   |                     |                     |       |      |      |      |      |       |      |      |      |       |   |               |               |               |               |               |   |       |       |       |       |    |             |         |         |         |         |         |         |         |

#### Resumen por competiciones
| Competición        | Partidos | Ganados | Empatados | Perdidos | %      |
| ------------------ | -------- | ------- | --------- | -------- | ------ |
| Admiral Bundesliga | 22       | 4       | 5         | 13       | 25.76% |
| Copa de Austria    | 2        | 1       | 0         | 1        | 50%    |
| 2. Bundesliga      | 36       | 14      | 6         | 16       | 44.45% |
| Copa de Alemania   | 3        | 0       | 2         | 1        | 22.22% |
| TOTAL              | 63       | 19      | 13        | 31       | 37.04% |

## Palmarés

### Campeonatos nacionales
| Título                | Club          | País     | Año     |
| --------------------- | ------------- | -------- | ------- |
| Copa de la Liga       | Werder Bremen | Alemania | 2006    |
| Copa de la Liga       | Bayern Múnich | Alemania | 2007    |
| Copa de Alemania      | Bayern Múnich | Alemania | 2008    |
| Bundesliga            | Bayern Múnich | Alemania | 2007-08 |
| Bundesliga            | Bayern Múnich | Alemania | 2009-10 |
| Copa de Alemania      | Bayern Múnich | Alemania | 2010    |
| Supercopa de Alemania | Bayern Múnich | Alemania | 2010    |
| Copa Italia           | S. S. Lazio   | Italia   | 2012-13 |

### Campeonatos internacionales
| Título                 | Equipo                | Sede   | Año  |
| ---------------------- | --------------------- | ------ | ---- |
| Copa Mundial de Fútbol | Selección de Alemania | Brasil | 2014 |

### Distinciones individuales
| Distinción                                                        | Año              |
| ----------------------------------------------------------------- | ---------------- |
| Bota de Plata de la Copa del Mundo                                | 2002             |
| Jugador All-Star de la Copa Mundial de Fútbol                     | 2002, 2006       |
| Mejor pateador de la temporada de la Bundesliga                   | 2004-05, 2005-06 |
| Premio al Fair Play de la Federación Alemana                      | 2005             |
| Jugador de la temporada de la Bundesliga                          | 2005-06          |
| Mejor proveedor de asistencia de la Bundesliga                    | 2005-06, 2006-07 |
| Máximo goleador de la Bundesliga                                  | 2006             |
| Bota de Oro de la Copa del Mundo                                  | 2006             |
| Futbolista alemán del año                                         | 2006             |
| Máximo goleador de la DFB-Pokal                                   | 2007-08          |
| Otorgado jugador de la UEFA en 100 partidos internacionales       | 2011             |
| Máximo Goleador Histórico de la Copa Mundial de Fútbol (16 goles) | 2014-presente    |

### Récords
- Único jugador en alcanzar 4 semifinales consecutivas de la Copa Mundial de Fútbol (2002, 2006, 2010, 2014).

- Jugador con más partidos ganados en la Copa Mundial de Fútbol con 17.

- Máximo goleador histórico de la selección de fútbol de Alemania con 71 goles.

- Máximo goleador histórico de la Copa Mundial de Fútbol con 16 goles.

- Máximo goleador no italiano de la historia de la Lazio con 63 goles.

- Único jugador de la historia de la Lazio en marcar 5 goles en un partido (Lazio 6-0 Bologna).

- Único jugador de la historia de la Copa Mundial de Fútbol en marcar 5 goles de cabeza en una edición (record logrado en el Mundial de Japón y Corea del Sur 2002).